# Зинон (император)
Зино́н (Зенон; др.-греч. Ζήνων; первоначальное имя Тарасикодисса, др.-греч. Ταρασικοδίσσα; около 435, Исаврия — 9 апреля 491, Константинополь) — император Восточной Римской империи в 474—475 и 476—491 годы.
В период правления императора Зенона произошло окончательное падение Западной Римской империи, по итогам которого византийская цивилизация осталась единственной преемницей римской.

## Биография
Родом из знатной семьи в Исаврии, в 468 году женился на Ариадне, дочери императора Льва I, и изменил своё первоначальное имя Тарасикодисса (Ταρασικοδίσσα у Кандида Исавра, варианты — Ἀρικμήσιος, Κοδισσέος, Κοδισσεύς, Τρασκαλισσαῖος, Στρακωδίσσεος) на Зенон. Лев I хотел противопоставить его могущественному полководцу Аспару, которому сам был обязан престолом. Зенон был назначен патрикием, начальником императорской гвардии и главным военачальником малоазиатского войска. Аспар составил заговор с целью убить Зенона во время Фракийской войны, но замысел не удался, и Зенон, вернувшись в столицу, обвинил Аспара в измене и велел его убить, вместе с его сыном Ардавурием, которому раньше была обещана Ариадна.
В 474 году Лев I умер, назначив наследником сына Зенона и Ариадны, Льва II. Зенону было поручено регентство, и, благодаря проискам его тёщи, Верины, корона была возложена и на него. Малолетний Лев прожил лишь несколько месяцев после смерти деда; в его смерти подозревали его родителей, тем более, что Зенон провозгласил себя императором.
Из-за своего «варварского» происхождения Зенон оказался непопулярен среди сената и народа Константинополя, и Верина составила план возведения на престол своего любовника Патриция. К заговору присоединились её брат Василиск, а также военачальники Илл, Трокунд и Теодорих Страбон. Им удалось разжечь беспорядки среди населения столицы, в результате чего 9 января 475 года Зенон бежал в Исаврию, при этом его преследовали Илл и Трокунд. Остатки армии Зенона потерпели поражение, и он вынужден был укрыться в одном из укреплённых мест Исаврии, вместе с Ариадной.

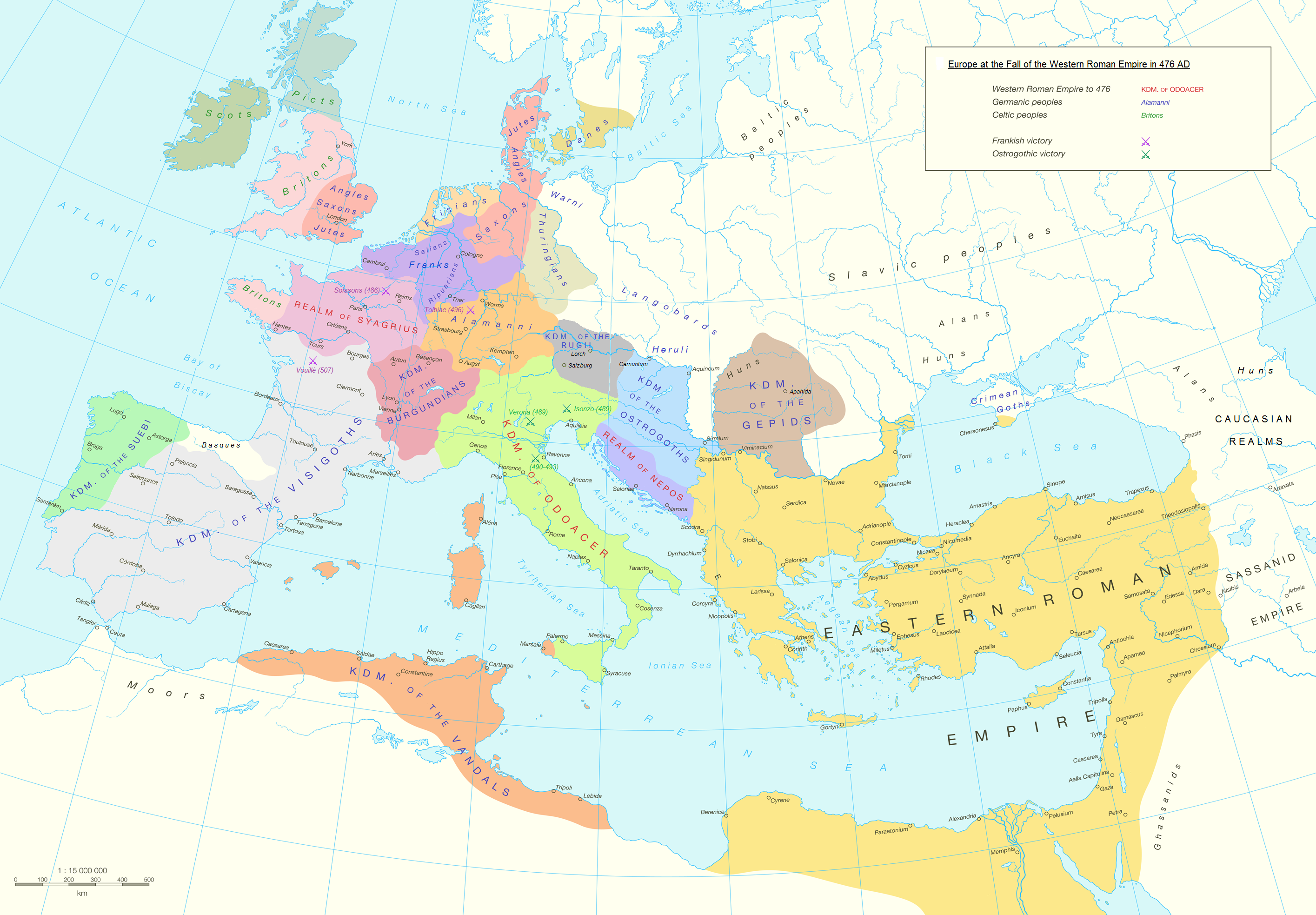
Восточная римская империя в 476 году

Вопреки планам Верины, императором в Константинополе стал Василиск, казнивший Патриция и быстро потерявший поддержку как своих полководцев, так и простого народа. Этим воспользовался Зенон, который примирился с Иллом и Трокундом и в 476 году снова добился престола. Василиск вместе с членами своей семьи был сослан в Каппадокию и там вскоре умер. Армат получил должность главнокомандующего всеми войсками империи, а своему сыну титул кесаря. Однако вскоре Армата император приказал убить, а сына постричь в монахи.
В 477 году в империи произошло землетрясение, разрушившее многие города, в том числе и столицу.
В империю со всех сторон вторгались варвары, но частые заговоры и внутренние раздоры не давали Зенону возможности обратить против них оружие. В 479 году в Константинополе восстал Маркиан, сын западноримского императора Антемия и муж Леонтии, младшей сестры Ариадны. Благодаря Иллу выступление удалось подавить, а Маркиан был сослан в Кесарию. Со второй попытки он сбежал из заточения, собрал армию и напал на Анкиру, где был побеждён Трокундом. Тем не менее отношения между Зеноном и Иллом стремительно ухудшались, и в 484 году тот поднял восстание в Малой Азии. Император выслал против Илла армию под командованием сирийца Леонтия, однако мятежник привлёк его на свою сторону и провозгласил императором. Помимо этого, Илла поддержала также и Верина, короновавшая Леонтия в Тарсе. Впрочем, полководец Зенона Иоанн Скиф разбил армию мятежников под Селевкией и осадил их в крепости Папурий. Верина умерла вскоре после начала осады, а Илл и Леонтий были казнены после взятия Папурия в 488 году.
Чтобы избавиться от поселившихся в Мёзии остготов, Зенон разрешил Теодориху Великому занять Италию и лишить престола Одоакра, следствием чего стало основание здесь Остготского королевства.
В 484 году в Палестине вспыхнуло восстание самаритян, возглавленное Юстом, которое было подавлено только в 486 году.
9 апреля 491 года Зенон скончался от эпилептического припадка. Согласно позднейшей легенде, потерявшего сознание от опьянения или болезни императора выдали за покойника и похоронили заживо, несмотря на крики из гроба очнувшегося «мертвеца». Когда же солдаты доложили о криках начальству и Ариадне, то с открытием саркофага намеренно не спешили и открыли его только после того, как Зенон задохнулся. После смерти Зенона Ариадна отдала свою руку Анастасию, коронованному в 491 году.
В церковной истории Зенон известен своим указом «Энотикон», изданным в 482 году.